# Plagiolepis satunini
Plagiolepis satunini är en myrart som beskrevs av Vladimir Aphanasjevich Karavaiev 1931. Plagiolepis satunini ingår i släktet Plagiolepis och familjen myror. Inga underarter finns listade i Catalogue of Life.